# El Camino Angosto, Texas
El Camino Angosto là một nơi ấn định cho điều tra dân số (CDP) thuộc quận Cameron, tiểu bang Texas, Hoa Kỳ. Năm 2010, dân số của nơi này là 253 người.

## Dân số
- Dân số năm 2000: 254 người.
- Dân số năm 2010: 253 người.